# Rasteira de mão
 (décembre 2022).
Si vous disposez d'ouvrages ou d'articles de référence ou si vous connaissez des sites web de qualité traitant du thème abordé ici, merci de compléter l'article en donnant les références utiles à sa vérifiabilité et en les liant à la section « Notes et références ».
La rasteira de mão (litt. "balayage de main", en portugais) est une technique de balayage en capoeira qui consiste à tirer le pied d'appui de l'adversaire avec la main pour le faire tomber.
Il convient de placer l'autre bras à l'horizontale contre le genou afin d'éviter que la jambe ne frappe le visage, ainsi que pour servir d'appui pour l'effet de levier.
Cette technique relativement simple est cependant souvent mal vue par les pratiquants quand elle est trop utilisée.